# Режимное время

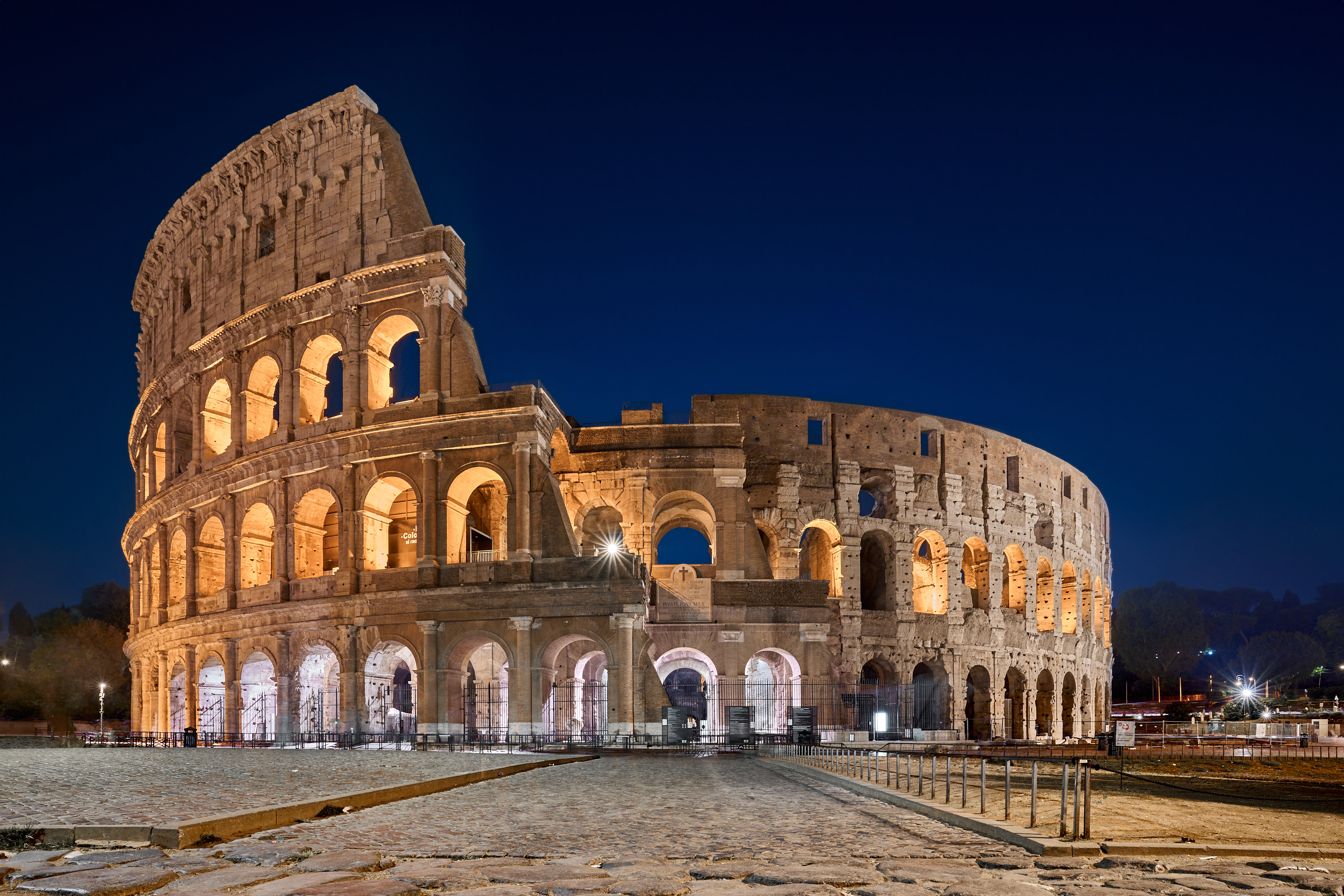
Колизей в режимное время

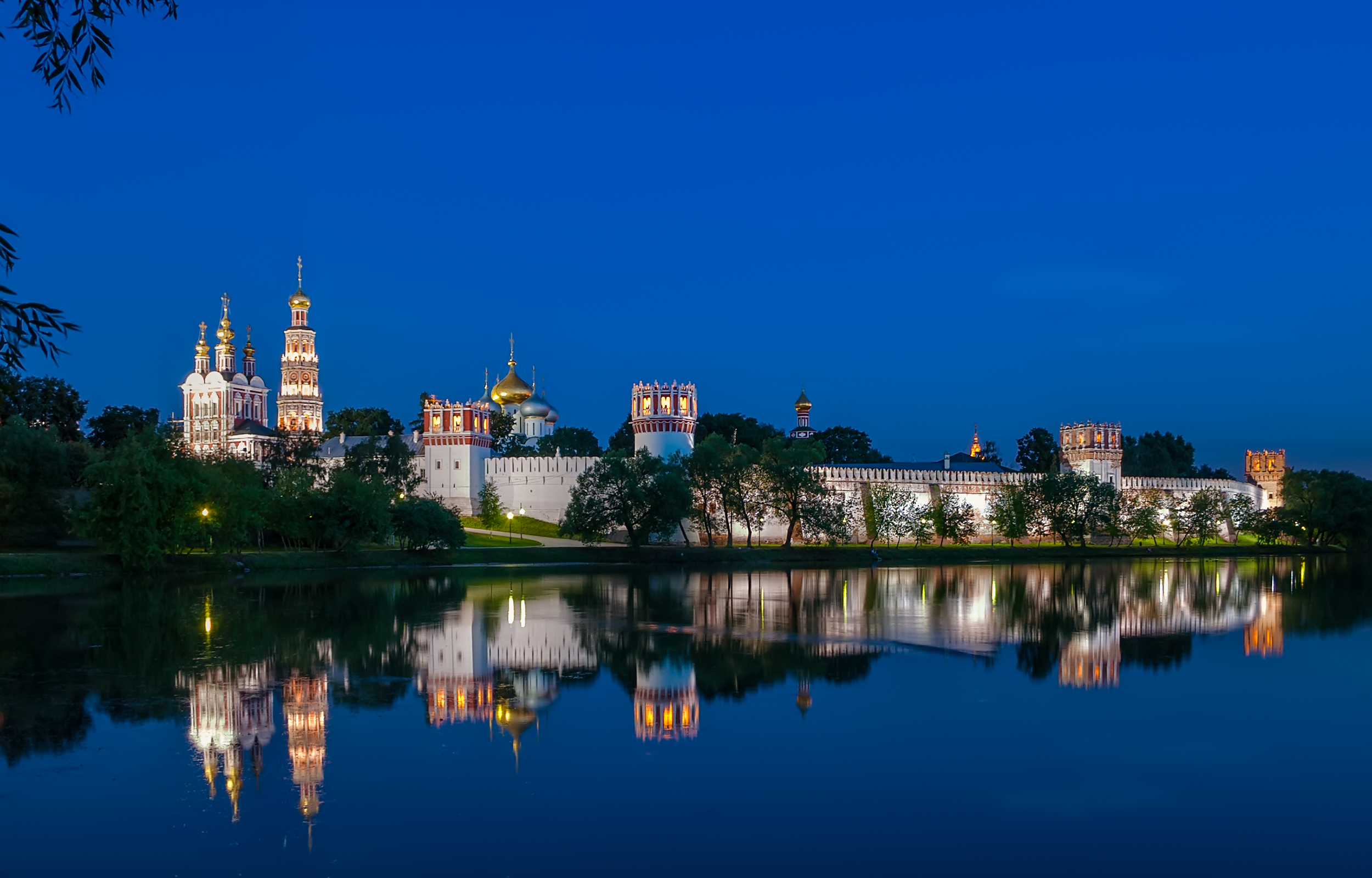
Новодевичий монастырь в Москве в режимное время

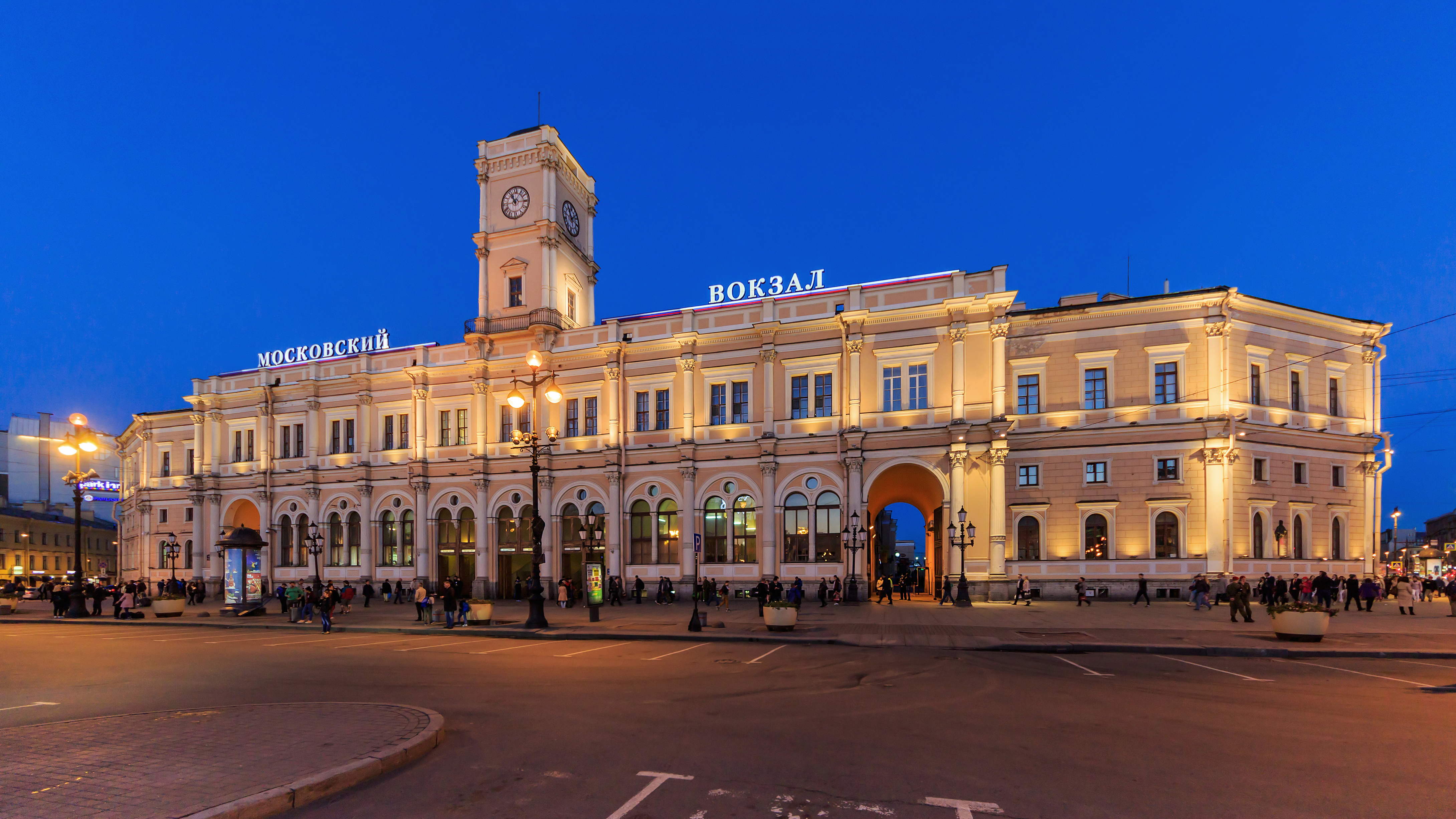
Московский вокзал (Санкт-Петербург)

Режимное время (в англоязычных странах употребляется термин «синий час», blue hour) — фотографический термин, обозначающий сумерки, во время которых яркость небосвода ещё достаточна для получения нормальной экспозиции на соответствующих участках кадра. От ночной съёмки отличается более высокой яркостью неба и менее низким общим контрастом.
Режимная съёмка — фото-, видео- и киносъёмка под открытым небом в период режимного времени с использованием рассеянного света, отражённого от небосвода перед восходом или после заката Солнца, когда яркость небосвода сопоставима с яркостью объектов съёмки. Художественный эффект в результате такой съёмки может быть подчёркнут цветовым контрастом между синими тонами небосвода и жёлто-оранжевым искусственным освещением. Длительность режимного времени зависит от географической широты, времени года, облачности и некоторых других факторов и для средних широт в России составляет 30—40 минут. С приближением к экватору длительность режимного периода уменьшается.
Съёмка отдельных эпизодов художественных фильмов в вечернее режимное время предполагает подготовку в светлое время суток и отсутствие запаса по времени. Интенсивность операторского освещения приходится корректировать перед каждым дублем, поскольку небосвод быстро темнеет. В то же время, необычный характер света позволяет добиться интересных художественных эффектов. В архитектурной фотографии съёмка в режимный период даёт эффектные видовые снимки и часто позволяет успешно отснять фасады зданий, свет на которые в дневное время не попадает или даёт невыразительный светотеневой рисунок. В этом случае, наиболее выразительный результат может быть получен в промежутке между включением уличного освещения и окончанием гражданских сумерек, как наиболее светлого периода. Окончание навигационных и астрономических сумерек характеризуется быстро темнеющим небосводом и возрастанием его контраста, особенно с уличным освещением.
В кинематографе и фотографии большинство «ночных» сюжетов стараются отснять именно в режимный период, позволяющий получить более выразительное изображение с проработанными деталями в тенях.